# آنیباله برتونه
آنیباله برتونه (ایتالیایی: Annibale Betrone؛ ۹ دسامبر ۱۸۸۳ – ۱۱ دسامبر ۱۹۵۰) یک هنرپیشه اهل ایتالیا بود.
از فیلم‌ها یا برنامه‌های تلویزیونی که وی در آن نقش داشته‌است می‌توان به فابیولا و پیراهن سیاه اشاره کرد.